# György Hölvényi
György Hölvényi (ur. 13 czerwca 1962 w Budapeszcie) – węgierski polityk, nauczyciel i urzędnik państwowy, wiceminister, poseł do Parlamentu Europejskiego VIII, IX i X kadencji.

## Życiorys
W 1990 ukończył studia nauczycielskie z zakresu historii na Uniwersytecie im. Loránda Eötvösa w Budapeszcie, po czym przez rok pracował w zawodzie nauczyciela. W 1989 brał udział w powołaniu Chrześcijańsko-Demokratycznej Partii Ludowej (KDNP), w latach 1991–1993 kierował jej organizacją młodzieżową. W latach 1991–1994 był dyrektorem jednego z sekretariatów w resorcie opieki społecznej, następnie do 1996 sekretarzem ds. zagranicznych w strukturach KDNP. W latach 1996–1999 pracował jako menedżer ds. turystycznych w opactwie benedyktyńskim w Tihany, po czym pełnił funkcję zastępcy sekretarza stanu ds. młodzieży i sportu. Pełnił różne funkcje w organizacjach społecznych, m.in. prezesa narodowej fundacji dzieci i młodzieży (2000–2001). Od 2000 do 2003 był szefem gabinetu prezesa Duna Televízió, później przeszedł do pracy w strukturach Europejskiej Partii Ludowej. Był m.in. zastępcą sekretarza generalnego i sekretarzem generalnym związanej z chadecją fundacji.
W 2012 w drugim rządzie Viktora Orbána objął urząd sekretarza stanu ds. religii, społeczeństwa obywatelskiego i spraw związanych z narodowością w ministerstwie zasobów ludzkich.
W wyniku wyborów europejskich w 2014 z ramienia koalicji Fidesz-KDNP uzyskał mandat eurodeputowanego VIII kadencji PE. Z powodzeniem ubiegał się o reelekcję w 2019 i 2024.